# Hoogovenstoernooi 1979
Het Hoogovenstoernooi 1979 was een schaaktoernooi dat plaatsvond in het Nederlandse Wijk aan Zee. Het werd gewonnen door Lev Poloegajevski.

## Eindstand
| Nr.    | Speler                    | Punten |
| ------ | ------------------------- | ------ |
| Goud   | Lev Poloegajevski         | 7½     |
| Zilver | Anthony Miles             | 6½     |
| Zilver | Ulf Andersson             | 6½     |
| Zilver | Gennadi Sosonko           | 6½     |
| 5      | Jan Timman                | 6      |
| 5      | Robert Hübner             | 6      |
| 5      | Vlastimil Hort            | 6      |
| 8      | Hans Ree                  | 5      |
| 8      | Roman Dzjindzjichasjvili  | 5      |
| 10     | Guillermo García González | 4      |
| 11     | Nona Gaprindasjvili       | 3½     |
| 11     | Juraj Nikolac             | 3½     |